# Gary Cooper
Pour les articles homonymes, voir Cooper.
Gary Cooper [ˈɡæɹi ˈkupɚ] est un acteur américain, né le 7 mai 1901 à Helena (Montana) et mort le 13 mai 1961 à Beverly Hills (Californie).
Figure majeure du cinéma américain des années 1930-1950, Gary Cooper est pendant ces deux décennies un des plus grands champions du box-office aux États-Unis et dans le monde,. Ses films engrangent plus d'une centaine de nominations diverses et il est personnellement nommé à cinq reprises pour l'Oscar du meilleur acteur (il reçoit la statuette deux fois, en 1942 et 1953). 
En 1961, James Stewart accepte en son nom un Oscar d'honneur pour l'ensemble de sa carrière. 
Sa mort, la même année, sonne la fin de « l'âge d'or d'Hollywood ». 
En 1999, l'American Film Institute le désigne 11e plus grande star masculine de tous les temps.

## Biographie

### Origines et formation
Gary Cooper naît le 7 mai 1901 à Helena dans le Montana, sous le nom d'état civil de Frank James Cooper, de Charles Henry Cooper (juge à la Cour suprême du Montana, d'origine britannique), et d'Alice Cooper.
Gary Cooper passe son enfance à Dunstable au Royaume-Uni avec sa mère et son frère aîné Arthur Le Roy. Il fait ses études primaires à la Dunstable Grammar School entre 1910 et 1913.
Alors qu'il est âgé de 13 ans, un accident de voiture l'oblige à prendre du repos. Il part rejoindre son père qui possède un ranch dans le Montana. C'est là qu'il apprend à monter à cheval. Il y rencontre également une voisine alors âgée de 10 ans, Myrna Adele Williams, qui deviendra actrice sous le nom de Myrna Loy. Il obtient son diplôme au Grinnell College (Iowa) en 1922.

### Carrière

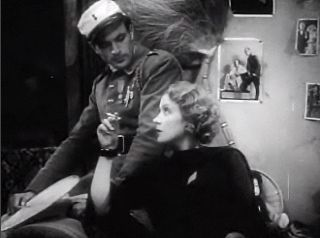
Gary Cooper et Marlene Dietrich dans Cœurs brûlés.

En 1923, Gary Cooper déménage à Los Angeles dans l'idée de gagner sa vie en travaillant comme dessinateur pour la publicité. Après trois mois d'insuccès, il commence à travailler comme figurant pour le cinéma, notamment grâce à son talent de cavalier.
Un an plus tard en 1924 il obtient un premier rôle dans un court métrage avec Eileen Sedgwick, ce qui lui vaut d'être pris sous contrat par la Paramount Pictures en 1926. Les Frank Cooper étant nombreux dans les couloirs d’Hollywood, il change alors son prénom pour Gary sur les conseils de son agent, Nan Collins, originaire de la ville de Gary, Indiana.
Il tourne trois films d'affilée avec Clara Bow, la « garçonne » des années 1920, et vit avec elle son premier amour hollywoodien.
Cascadeur à Hollywood au début des années 1920, il gagne 5 dollars par jour de tournage. Gary Cooper signe un contrat avec la Paramount et devient rapidement une vedette grâce à ses interprétations dans Les Ailes de William A. Wellman, Cœurs brûlés de Joseph von Sternberg et L'Adieu aux armes de Frank Borzage. En 1928, il signe un contrat avec Samuel Goldwyn Productions pour cinquante dollars par semaine. En 1928, il gagne 2 750 dollars par film. C'est son premier film parlant, The Virginian, en 1929, qui fait de lui une star ; c'est aussi l'année de sa liaison avec l'actrice Lupe Vélez.
En 1930, Cœurs brûlés avec Marlène Dietrich confirme ce statut. Il tourne sans cesse avec les plus grands, passant des rôles d'aventurier (L'Adieu aux armes, Les Trois Lanciers du Bengale) à ceux de jeunes premiers romantiques et naïfs (Sérénade à trois, Peter Ibbetson). En 1932 son salaire passe à 4 000 dollars par semaine. 
C'est en 1936 que se construit véritablement son personnage d'américain au grand cœur, avec L'Extravagant Mr. Deeds de Frank Capra. Son interprétation lui vaut sa première nomination aux oscars.

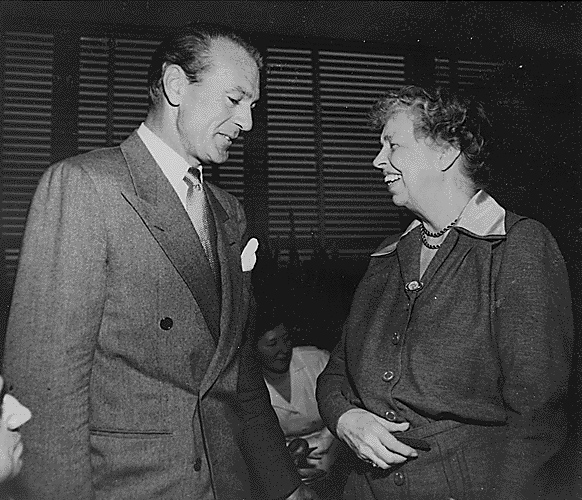
Gary Cooper et Eleanor Roosevelt, le 4 mars 1950 à New York.

En 1939, il est le premier choix de David O. Selznick pour interpréter le rôle de Rhett Butler dans Autant en emporte le vent. Il aurait dit en refusant le rôle : « Ce film sera le plus gros flop de l'histoire du cinéma. Je suis content que ce soit Clark Gable qui se prenne une gamelle et pas moi,. » 
En 1940, il fait la connaissance d'Ernest Hemingway ; les deux hommes entament une amitié qui durera jusqu'à la mort. Voici comment Hemingway décrit Gary Cooper à son éditeur Maxwell Perkins : « Coop est un homme bien ; aussi honnête, droit, aimable et intègre qu'il le paraît. Si on inventait un personnage comme Coop, personne n'y croirait. Il est juste trop bien pour être vrai ».
Il s'impose au milieu des années 1930 comme une vedette internationale avec des films d'aventures comme Les Trois Lanciers du Bengale ou Beau Geste et des westerns, mais aussi dans les comédies dramatiques de Frank Capra, L'Extravagant Mr. Deeds et L'Homme de la rue. En 1939, l’acteur gagnait le plus gros salaire du pays, salaire évalué à 482 819 dollars (8 millions de 2017). Avec sa haute taille et son jeu sobre, il incarne à l'écran des héros de l'Amérique des années 1940 : le Sergent York, le joueur de baseball Lou Gehrig (dans Vainqueur du destin), le docteur Wassell ou encore Robert Jordan dans l'adaptation au cinéma de Pour qui sonne le glas.
Acteur de western, Gary Cooper obtient son plus grand triomphe en 1952 en incarnant le courageux shérif Will Kane, dans Le train sifflera trois fois. C'est pour ce rôle, souvent considéré comme son meilleur, qu'il décroche son second Oscar du meilleur acteur. Il termine sa carrière avec des succès comme Vera Cruz ou La Loi du Seigneur (Palme d'or à Cannes en 1957). 
Si son physique est adapté à des rôles de héros de films d'action, il montre également son talent dans le registre comique, notamment chez Ernst Lubitsch qui l'emploie dans Sérénade à trois, La Huitième Femme de Barbe-Bleue, et dans le registre dramatique pour Frank Capra, King Vidor (Le Rebelle) ou Otto Preminger (Condamné au silence). Séducteur à la ville comme à l'écran, il est marié à la même femme de 1933 jusqu’à sa mort, mais il a connu de nombreuses relations extra-conjugales, parfois avec ses partenaires, comme l'actrice Patricia Neal.
Alfred Hitchcock lui propose les rôles principaux de Correspondant 17 (1940) et Cinquième Colonne (1942) qu'il refuse également. Il admettra plus tard avoir fait une erreur. En 1941, il remporte son premier oscar pour Sergent York. 

### Engagements à l'époque du maccarthysme
Comme plusieurs stars d’Hollywood de sa génération, Gary Cooper s'engage politiquement aux côtés des républicains. Membre de la Motion Picture Alliance for the Preservation of American Ideals, organisation qui souhaite s'opposer à toute influence fasciste ou communiste à l'intérieur d’Hollywood, son rôle lors des investigations de la commission des activités anti-américaines est toutefois bien faible. 
En 1947, il est interrogé par la commission, mais, bien qu'avouant ressentir une certaine influence communiste à Hollywood, il ne désigne aucune personne explicitement. Le président de la commission lui ayant présenté un document attestant de son engagement communiste, il lui confirme que le document est un faux. 
En 1959, il devient catholique sous l'influence de son épouse. L'annonce de sa conversion est rapportée par Radio Vatican.

### Vie privée
Gary Cooper est le père de l'actrice Maria Cooper Janis, née le 15 septembre 1937.
En 1933, il épouse l'actrice Sandra Shaw (en) (née Veronica Madeleine Balfe).

### Mort
Gary Cooper est mort le 13 mai 1961, soit six jours après son soixantième anniversaire, des suites d'un cancer de la prostate.
Ses obsèques ont lieu à l'église du Bon Pasteur, à Beverly Hills. Seuls les membres de sa famille et ses amis intimes assistent à l'inhumation dans le cimetière de Holy Cross. Treize ans après, en mai 1974, sa dépouille est déplacée par son épouse, l'actrice Sandra Shaw (en), qui s'est remariée : sa tombe est désormais située au Sacred Heart Cemetery, à Southampton, Long Island, dans l'État de New York. Sa veuve, Veronica « Rocky » Cooper-Converse, est enterrée à ses côtés en 2000.

## Distinctions

### Récompenses
- 1941 : prix du meilleur acteur des New York Film Critics Circle Awards pour Sergent York
- 1942 : Oscar du meilleur acteur pour Sergent York
- 1947 : prix de l'acteur le plus coopératif des Golden Apple Awards
- 1952 : prix de l'acteur le plus populaire des Photoplay Awards pour Le train sifflera trois fois
- 1953 : Oscar du meilleur acteur pour Le train sifflera trois fois
- 1953 : Golden Globe du meilleur acteur dans un drame pour Le train sifflera trois fois
- 1959 : prix du meilleur acteur des Laurel Awards pour La Colline des potences
- 1960 : prix du meilleur acteur des Laurel Awards pour Ceux de Cordura
- 1961 : prix David Donatello pour l'ensemble de sa carrière
- 1961 : Oscar d'honneur pour l'ensemble de sa carrière

### Nominations
- 1937 : Oscar du meilleur acteur pour L'Extravagant Mr. Deeds
- 1937 : prix du meilleur acteur des New York Film Critics Circle Awards avec L'Extravagant Mr. Deeds
- 1943 : Oscar du meilleur acteur pour Vainqueur du destin
- 1944 : Oscar du meilleur acteur pour Pour qui sonne le glas
- 1957 : Golden Globe du meilleur acteur dans un drame pour La Loi du Seigneur
- 1957 : star masculine des Laurel Awards (classé 6e)
- 1959 : star masculine des Laurel Awards (classé 7e)